# Wray
Wray è un centro abitato (city) degli Stati Uniti d'America, capoluogo di contea della contea di Yuma dello Stato del Colorado. Nel censimento del 2000 la popolazione era di 2.187 abitanti.

## Geografia fisica
Secondo i rilevamenti dell'United States Census Bureau, Wray si estende su una superficie di 7,7 km².